# Bemba jezik (ichibemba)
Bemba jezik (ichibemba, chibemba, wemba, chiwemba; ISO 639-3: bem), jezik porodice bantu, uže skupine bemba (zona M), kojim govori preko 3 300 000 ljudi u Zambiji (2001 Johnstone and Mandryk) i 300 000 u Demokratskoj Republici Kongo.
U Zambiji se govori u provincijama Northern, Copperbelt i Luapula. Postoji nekoliko dijalekata: lembue, lomotua (lomotwa), ngoma, nwesi, town bemba, luunda (luapula), chishinga, kabende, mukulu, ng'umbo, twa of bangweulu, unga i shila.
Ne smije se pobrkati s jednim drugim jezikom bemba iz Demokratske Republike Kongo.

## Vanjske poveznice
- Ethnologue (14th)
- Ethnologue (15th)